# Centrolepis mutica
Centrolepis mutica là một loài thực vật có hoa trong họ Centrolepidaceae. Loài này được (R.Br.) Hieron. mô tả khoa học đầu tiên năm 1873.